# The Dude Perfect Show
The Dude Perfect Show è un programma televisivo statunitense andato in onda su CMT dal 14 aprile 2016 e poi su Nickelodeon dal 16 luglio 2017.
Segue le vite di cinque amici, Coby Cotton, Cory Cotton, Garrett Hilbert, Cody Jones e Tyler Toney, conosciuti come Dude Perfect su YouTube.

## Produzione
Il 3 settembre 2015 CMT ha annunciato che la prima stagione di The Dude Perfect Show era stata approvata, il 3 marzo 2016 che avrebbe debuttato il 14 aprile 2016. Il 1º febbraio 2017 Nickelodeon ha annunciato che avrebbe mandato in onda la seconda stagione, per un totale di 20 episodi. La seconda stagione è andata in onda il 16 luglio 2017, il 27 luglio 2018 è stata rinnovata per una terza stagione di 15 episodi.

## Puntate
La prima stagione è andata in onda negli Stati Uniti dal 14 aprile al 30 giugno 2016 su CMT. La seconda stagione dal 16 luglio 2017 al 4 febbraio 2018 su Nickelodeon.
In Italia la seconda dal 2 luglio 2018 al 13 luglio 2018 su TeenNick.